# Ego, Opinion, Art & Commerce
Ego, Opinion, Art & Commerce (w wersji amerykańskiej What I Learned About Ego, Opinion, Art & Commerce) – kompilacyjny album amerykańskiego zespołu Goo Goo Dolls z 2001 roku. Wybrane na tę płytę utwory formacji pochodzą ze wszystkich sześciu wcześniejszych albumów studyjnych (od Goo Goo Dolls do Dizzy Up the Girl). Wszystkie piosenki (ułożone na płycie od najnowszych do najstarszych) zostały wyselekcjonowane przez członków zespołu oraz poddane ponownemu remiksowi i masteringowi. Album otrzymał dobrą recenzję magazynu "Tylko Rock", w której podsumowano to wydawnictwo stwierdzeniem "w tym wypadku słowo remiks ma jak najbardziej pozytywny wydźwięk".

## Lista utworów
1. "Bullet Proof" – 4:37
2. "All Eyes on Me" – 4:04
3. "Amigone" – 3:15
4. "Acoustic #3" – 1:53
5. "Naked" – 4:05
6. "Ain't That Unusual" – 3:19
7. "Burnin' Up" – 2:32
8. "Flat Top" – 4:29
9. "Name" (na amerykańskiej wersji albumu "Eyes Wide Open") – 4:30
10. "Fallin' Down" – 3:14
11. "Another Second Time Around" – 3:00
12. "Cuz You're Gone" – 3:33
13. "We Are The Normal" – 3:36
14. "Girl Right Next To Me" – 3:44
15. "Lucky Star" – 3:06
16. "On The Lie" – 3:16
17. "Just The Way You Are" – 3:14
18. "Two Days In February" – 3:12
19. "Laughing" – 3:41
20. "There You Are" – 3:05
21. "Up Yours" – 1:37
22. "I'm Addicted" – 2:59